# Eranthemum macrostachys
Eranthemum macrostachys är en akantusväxtart som först beskrevs av T. Anders., och fick sitt nu gällande namn av Balakr.. Eranthemum macrostachys ingår i släktet Eranthemum och familjen akantusväxter. Inga underarter finns listade i Catalogue of Life.